# Wilhelm Abresch
Wilhelm Abresch (* 3. September 1671 in Niederbieber; † 8. Januar 1743 in Berleburg) war ein deutscher evangelischer Pfarrer.

## Leben
Ab 1687 studierte er in Herborn und Marburg. Er wurde 1695 Pfarrer in Homburg vor der Höhe, 1792 Rektor in Berleburg, 1708 Pfarrer in Birkelbach, 1711 Pfarrer in Raumland und 1732 Pfarrer in Berleburg.